# David Koch
David Hamilton Koch (3. května 1940 Wichita Kansas – 23. srpna 2019 Southampton, New York) byl americký podnikatel, filantrop a politický aktivista.
Byl částečným vlastníkem amerického konglomerátu Koch Industries, kde zastával funkci viceprezidenta. Vyznával libertarianistické názory. V roce 1980 kandidoval na funkci viceprezidenta za libertariánskou stranu. Přispíval velkými částkami do oblasti kultury a zdravotnictví.
David H. Koch byl multimiliardář a jeden z nejbohatších lidí na světě. Podle seznamu nejbohatších lidí světa časopisu Forbes z roku 2018 dosáhl jeho majetek – stejně jako majetek jeho bratra Charlese – 43,8 miliard amerických dolarů. V době své smrti byl podle časopisu Forbes na 7. místě v pořadí nejbohatších lidí v USA a na 8. místě v pořadí na světě.